# جوزيف إل. سكانلان
جوزيف إل. سكانلان (بالإنجليزية: Joseph L. Scanlan)‏ هو مخرج أمريكي، ولد في 16 أغسطس 1929 في بروكلين في الولايات المتحدة.

## وصلات خارجية
- جوزيف إل. سكانلان على موقع IMDb (الإنجليزية)
- جوزيف إل. سكانلان على موقع أول موفي (الإنجليزية)
- جوزيف إل. سكانلان على موقع قاعدة بيانات الأفلام السويدية (السويدية)
- جوزيف إل. سكانلان على موقع قاعدة بيانات الفيلم (الإنجليزية)
- جوزيف إل. سكانلان على موقع كينوبويسك (الروسية)